# Dauner & Dunaris Quellen
Die Dauner & Dunaris Quellen GmbH & Co. KG in der Maria-Hilf-Straße in Daun ist ein Getränkehersteller mit Mineralquelle. Der Vertrieb erfolgt im Bereich der Vulkaneifel und größtenteils in Rheinland-Pfalz.

## Vorgeschichte als Dauner Sprudel
1900 holte der Fuhrunternehmer Franz Groß die Rechte ein, um die zahlreichen Mineralquellen im Liesertal wirtschaftlich zu nutzen. Am 16. Oktober 1925 wurde der Brunnenbetrieb zwangsversteigert und vom Dauner Amtsgericht für 40.000 Goldmark übernommen. Kurz darauf wurde der Brunnenbetrieb von den drei Kaufmannsfamilien Groß, Hommes und Schneider zu je einem Drittel übernommen und unter dem Namen Dauner Sprudel KG, O. Hommes & Co. weitergeführt. In den 1930er Jahren litt der Betrieb an der Weltwirtschaftskrise. Geschäftsführer wurde Jean Groß, der den Betrieb neu strukturierte und überregional die Gründung der Genossenschaft Deutscher Brunnen (GDB) initiierte, er war dessen ehrenamtliches Vorstandsmitglied von der Gründung am 2. Februar 1937 bis 1966. In Berlin bestand eine Tochtergesellschaft zum Getränkevertrieb, es folgten 1938 Niederlassungen u. a. in Köln und Duisburg. In die BeNeLux-Länder wurde das Wasser der Dunaris-Quelle vertrieben und als Dunaris verkauft.
Am 22. Mai 1945 wurde der Betrieb nach dem Ende des Zweiten Weltkriegs wieder aufgenommen, da er von Bombenangriffen verschont geblieben war. Das Unternehmen expandierte mit neuen Gebäuden und Abfüllanlagen sowie einem öffentlichen Schwimmbad für die Bevölkerung. Am 3. Mai 1962 wurde Jean Groß mit dem Bundesverdienstkreuz ausgezeichnet.
1966 übernahm Walter Groß den Betrieb. Im Jahr 1986 wurde der Vorläufer des heutigen Designs eingeführt. Walter Groß starb am 30. April 1997. Karl-Heinz Groß wurde neuer Geschäftsführer und führte das Unternehmen bis zum 1. September 2009. Anschließend übernahm der Wissenschaftler Wolfgang Seßler, dessen Ehefrau aus der Gründerfamilie stammt. Nach seinem unfallbedingten Tod gelang es den Kindern Barbara und Thomas Seßler nicht, den Betrieb wieder in die Profitzone zu bringen. Bei steigenden Kosten und allgemeinem Rückgang der Nachfrage nach Mineralwasser meldete das Unternehmen mit zuletzt 32 Beschäftigten im Oktober 2014 Insolvenz an.

## Geschichte
Im März 2015 gründeten Investoren die „Dauner & Dunaris Quellen GmbH & Co. KG“ und übernahmen Anlagen und 25 Mitarbeitern vom alten Betrieb. Das Unternehmen agiert als Hauptsponsor des Radsportteams Team Dauner-AKKON und ist offizieller Getränkepartner für die Deutschland Tour und das Radrennen Eschborn-Frankfurt.

## Produkte
Die Dauner & Dunaris Quellen bietet ihre Produkte ausschließlich in Mehrweg-Glasflaschen an. Es gibt verschiedene Mineralwasser und Erfrischungsgetränke.

### Chemische Zusammensetzung
Die Dauner Mineralwässer stammen aus verschiedenen Quellen, der Mineralquelle, der Dauner Quelle IV und der Eifeltaler-Quelle. Diese haben unterschiedliche Zusammensetzungen. Auszug aus der amtlich anerkannten Analyse des Instituts Romeis in Bad Kissingen für die Quellen:
| Stoff [in mg/l]      | Mineralquelle | Dauner Quelle IV | Eifeltaler-Quelle |
| -------------------- | ------------- | ---------------- | ----------------- |
| Hydrogencarbonat     | 3302          | 00674            | 02368             |
| Natrium              | 0760          | 00213            | 0748              |
| Magnesium            | 0197          | 0055,6           | 0194              |
| Kalium               | 0035          | 0013,1           | 0037              |
| Chlorid              | 0052          | 0188             | 0046              |
| Calcium              | 0135          | 0135             | 0138              |
| Gesamt Mineralstoffe | 4351          | 1243             | 3587              |

## Sonstiges
- In der 2012 von der EU veröffentlichten Liste der anerkannten Mineralwasser befindet sich die Dauner Quelle I als Dauner Mineralwasser und die Dauner Quelle III als Dauner Urquelle.[5]
- 2013 gab es Irritationen um eine öffentliche Trinkstelle im Dauner Kurpark, die mit „Dunaris Quelle 1982“ gekennzeichnet war. Wolfgang Seßler bestätigte, dass es sich hierbei nicht um Wasser aus der Dunaris-Quelle handelte. Demnach sei den Kurgästen 30 Jahre Leitungswasser angeboten worden.[6] Allerdings existiert bis heute eine Zapfstelle „Dunaris-Quelle“ im Dauner Kurpark. Der Natrium-Calcium/Magnesium-Hydrogencarbonat-Säuerling wird auch als Frauendrees bezeichnet.[7]